# Jabez Reeves
Jabez Reeves (* 9. September 2002) ist ein liberianisch-US-amerikanischer Leichtathlet, der sich auf den Sprint spezialisiert hat.

## Sportliche Laufbahn
Jabez Reeves wuchs in Woodbridge, Virginia, in den Vereinigten Staaten auf und absolviert seit 2023 ein Studium an der Minnesota State University, Mankato. Erste internationale Erfahrungen sammelte er im Jahr 2024, als er bei den Afrikaspielen in Accra mit der liberianischen 4-mal-100-Meter-Staffel in 38,73 s gemeinsam mit John Sherman, Emmanuel Matadi und Joseph Fahnbulleh die Bronzemedaille hinter den Teams aus Nigeria und Ghana gewann. Im Mai wurde er bei den World Athletics Relays in Nassau in 38,65 s Zweiter im A-Lauf in der 2. Qualifikationsrunde über 4-mal 100 Meter für die Olympischen Spiele in Paris und sicherte Liberia damit einen Startplatz. Anschließend verpasste er bei den Afrikameisterschaften in Douala mit der Staffel mit 40,00 s den Finaleinzug. Auch bei den Olympischen Sommerspielen in Paris im August schied er mit 38,97 s im Vorlauf aus.

## Persönliche Bestleistungen
- 100 Meter: 10,27 s (+0,5 m/s), 11. Mai 2024 in Mankato
  - 60 Meter (Halle): 6,72 s, 8. März 2024 in Pittsburg
- 200 Meter: 20,60 s (+0,9 m/s), 10. Mai 2024 in Mankato